# Ń

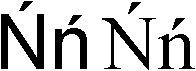
Ilustrace

Ń (minuskule ń) je písmeno latinky. Vyskytuje se v polštině, kašubštině, lužické srbštině, lulejské sámštině, votštině, v latince běloruštiny(zvuk нь) a při transkripci kambodžštiny. Reprezentuje palatální nazálu [ɲ], vyslovuje se tedy stejně jako české ň. Znak je složen z písmene N a čárky.
V HTML a Unicode mají písmena Ń a ń tyto kódy:
- Ń: &#323; nebo &#x143; – U+0143
- ń: &#324; nebo &#x144; – U+0144